# Mimosa cataractae
Mimosa cataractae är en ärtväxtart som beskrevs av Adolpho Ducke. Mimosa cataractae ingår i släktet mimosor, och familjen ärtväxter. Inga underarter finns listade i Catalogue of Life.